# Eddie Constantine
Eddie Constantine (Los Angeles, 29 oktober 1917 – Wiesbaden, 25 februari 1993) was een Amerikaanse zanger en acteur die vooral bekend werd in Europa.
Eddie Constantine, werd geboren als Edward Constantinowsky, en was afkomstig uit een gezin van Russische immigranten. Zijn zangleraar Igor Gorin nam hem mee naar Wenen om daar een muzikale studie te volgen. Daarna keerde Constantine terug naar de Verenigde Staten, speelde theater, zong in nachtclubs en speelde een enkele kleine rol in een film, maar zowel zijn muzikale als zijn carrière als acteur kwam in Amerika niet op gang. Hij was dikwijls gedwongen om zijn brood te verdienen met baantjes als ober of bordenwasser.
Hij trouwde met Helinka Musilova en toen zijn vrouw in 1950 naar Frankrijk vertrok om te gaan dansen bij het Ballet van Monte Carlo, reisde hij haar spoedig achterna. In Parijs trad hij op als zanger in nachtclubs en in dit circuit leerde hij Édith Piaf kennen, die hem hielp om meer werk te krijgen. Naderhand liet hij zich naturaliseren en werd hij Frans staatsburger.
In Europa werd hij vooral bekend vanaf 1953 voor zijn rol in verscheidene films van detective Lemmy Caution, een figuur uit de boeken van Peter Cheyney. Lemmy Caution is een harde, koele detective, verwant met Sam Spade en Philip Marlowe (beiden werden vertolkt door Humphrey Bogart, personages van respectievelijk de hard-boiled schrijvers Dashiell Hammett en Raymond Chandler. In verschillende Europese landen (Frankrijk, Duitsland) en ook in Nederland werd Constantine vooral dankzij deze rol heel populair. Hij bracht als zanger ook enkele grammofoonplaten uit.
Zijn belangrijkste film was de futuristische film Alphaville (1965), van Jean-Luc Godard, waarin hij de figuur van Lemmy Caution tot op een surrealistisch niveau uitwerkte.
Vanaf de tweede helft van de zestiger jaren verbleekte zijn ster enigszins. Hij verhuisde naar Duitsland waar hij als acteur verschillende rollen kreeg in Duitse televisieseries. In 1970 speelde hij een rol in Rainer Werner Fassbinders drama Warnung vor einer heiligen Nutte.
In 1991 speelde hij voor de laatste keer de (hoofd)rol van Lemmy Caution, opnieuw in een film van Jean-Luc Godard: het drama Allemagne année 90 neuf zéro.
In 1977 hertrouwde hij met Dorothea Gibson en in 1979 trouwde hij opnieuw, in Las Vegas, met Maya Faber-Jansen, die als redactrice voor de ZDF werkzaam was. In totaal speelde Eddie Constantine in meer dan honderd films en televisie-series.
Eddie Constantine overleed in 1993 op 75-jarige leeftijd aan een hartaanval.

## Filmografie
Belangrijkste films:
- 1953 - Cet homme est dangereux (Jean Sacha)
- 1953 - La Môme vert-de-gris (Bernard Borderie)
- 1954 - Les femmes s'en balancent (Bernard Borderie)
- 1955 - Ça va barder (John Berry)
- 1955 - Je suis un sentimental (John Berry)
- 1956 - Les Truands (Carlo Rim)
- 1957 - Folies-Bergère (Henri Decoin)
- 1959 - Du rififi chez les femmes (Alex Joffé)
- 1960 - Comment qu'elle est? (Bernard Borderie)
- 1960 - Chien de pique (Yves Allégret)
- 1962 - Cléo de 5 à 7 (Agnès Varda)
- 1962 - Les Sept Péchés capitaux (episode La Paresse van Jean-Luc Godard)
- 1964 - Nick Carter va tout casser (Henri Decoin)
- 1964 - Lucky Jo (Michel Deville)
- 1965 - Alphaville, une étrange aventure de Lemmy Caution (Jean-Luc Godard)
- 1965 - Je vous salue mafia (Raoul Lévy)
- 1965 - Faites vos jeux, mesdames (Marcel Ophüls)
- 1966 - Cartas boca arriba (Jesús Franco)
- 1966 - Residencia para espías (Jesús Franco)
- 1969 - Lions Love (Agnès Varda)
- 1971 - Warnung vor einer heiligen Nutte (Rainer Werner Fassbinder)
- 1971 - Haytabo (Ulli Lommel)
- 1973 - Geen paniek (Bill Silkstocking)
- 1975 - Souvenir of Gibraltar (Henri Xhonneux)
- 1975 - Der zweite Frühling (Ulli Lommel)
- 1977 - Le Couple témoin (William Klein)
- 1978 - It Lives Again (Larry Cohen)
- 1979 - Die dritte Generation (Rainer Werner Fassbinder)
- 1980 - The Long Good Friday (John Mackenzie)
- 1981 - Neige (Juliet Berto)
- 1983 - Das Mikado-Projekt (Torsten Emrich)
- 1983 - La Bête noire (Patrick Chaput)
- 1985 - Paul Chevrolet en de ultieme hallucinatie (Pim de la Parra)
- 1987 - Helsinki Napoli All Night Long (Mika Kaurismäki)
- 1991 - Europa (Lars von Trier)
- 1991 - Allemagne année 90 neuf zéro (Jean-Luc Godard)
- 1993 - Three Shake-a-Leg Steps to Heaven (Andy Bausch)
- 1993 - Tokyo no kyujitsu (Naoki Nagao)

## Hit in Duitsland
- 1953 - Bei einer kleinen Tasse Tee

- Biblioteca Nacional de España: XX1231696
- Bibliothèque nationale de France: cb11897555w (data)
- CiNii: DA13512195
- Gemeinsame Normdatei: 118808893
- International Standard Name Identifier: 0000 0001 2098 886X
- Library of Congress Control Number: n85264461
- MusicBrainz: 1714401d-30f3-4066-9514-585de43f8b2b
- Bibliotheek van het Japanse parlement: 00436501
- Nationale Bibliotheek van Tsjechië: xx0154646
- Nationale Bibliotheek van Israël: 987007394619705171
- Nederlandse Thesaurus van Auteursnamen: 071875174
- SNAC: w65q4wnd
- Système universitaire de documentation: 026797747
- Virtual International Authority File: 7388646
- WorldCat: E39PBJwmRbWdxHBVMvkxHggkDq